# Le Dernier Round (film, 1937)
Pour les articles homonymes, voir Dernier Round (homonymie) et Kid Galahad.
Pour plus de détails, voir Fiche technique et Distribution.
Le Dernier round (Kid Galahad) est un film américain réalisé par Michael Curtiz, sorti en 1937.

## Synopsis
Le manager de boxe Nick Donati pense avoir trouvé un futur champion en la personne du "Kid Galahad". Il déchante quand ce dernier tombe amoureux de sa sœur.

## Fiche technique
- Titre : Le Dernier round
- Titre original : Kid Galahad
- Réalisation : Michael Curtiz
- Scénario : Seton I. Miller d'après une histoire de Francis Wallace
- Production : Samuel Bischoff, Hal B. Wallis et Jack Warner
- Société de production : Warner Bros. Pictures
- Photographie : Tony Gaudio
- Effets visuels : Edwin B. DuPar
- Musique : M.K. Jerome et Jack Scholl
- Direction artistique : Carl Jules Weyl
- Costumes : Orry-Kelly
- Montage : George Amy
- Pays d'origine : États-Unis
- Format : Noir et blanc - Son : Vitaphone
- Genre : Film policier
- Durée : 102 minutes
- Date de sortie : 29 mai 1937 (États-Unis)

## Distribution

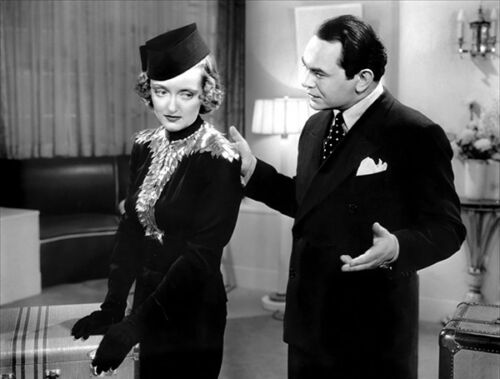
Bette Davis et Edward G. Robinson.

- Edward G. Robinson : Nick 'Nicky' Donati
- Bette Davis : Louise 'Fluff' Phillips
- Humphrey Bogart : Turkey Morgan
- Wayne Morris : Ward 'Kid Galahad' Guisenberry
- Jane Bryan : Marie Donati
- Harry Carey : Silver Jackson
- William Haade : Chuck McGraw
- Soledad Jiménez : Mme Donati
- Joe Cunningham : Joe Taylor
- Ben Welden : Buzz Stevens
- Joseph Crehan : Brady
- Veda Ann Borg : 'La rouquine'
- Frank Faylen : Barney

Acteurs non crédités :
- André Cheron : Maître d'hôtel
- Kenneth Harlan, Horace McMahon : Journalistes